# Osama (film)
Osama (persisk: أسامة) er en afghansk dramafilm fra 2003 instrueret af Siddiq Barmak. Den handler om en pige som bor i Afghanistan under Talibanregimet, som forklæder sig som drengen Osama for at kunne støtte sin familie. Det er den første film lavet i Afghanistan siden 1996, hvor Taliban-regimet forbød optagelse af alle film. Filmen er en international co-produktion mellem virksomheder i Afghanistan, Irland, Japan, Holland og Iran.
Selv om titlen på filmen er en allegorisk hentydning til Osama Bin Laden er der ingen yderligere lighed.

## Handling
En 12-årig afghansk pige og hendes mor mister deres jobs, da Taliban lukker det hospital, hvor moderen arbejdede. Taliban har forbudt kvinder at forlade huset uden en mandlig følgesvend . Moderens mand og onkel døde under Sovjetunionens invasion af Afghanistan og den efterfølgende borgerkrig, så der er ingen mænd til at hjælpe familien. Ude af stand til at forlade huset uden at risikere arrestation og tortur, har moderen intet sted at vende tilbage til. Inspireret af en historie moderen fortæller om en dreng, der gik under en regnbue og blev en pige, skjuler moderen pigen som en dreng ved navn Osama. Pigen formår at skaffe sig et job i en tebutik, men "Osamas" feminine metoder vækker hurtigt mistanke hos nogle af de andre drenge. I et forsøg på at samle soldater, bliver de lokale drenge, inklusiv Osama, taget af Taliban for at blive trænet som soldater. På træningsskolen, bliver de undervist i at kæmpe og at udføre rituelle afvaskninger, og Osama indser, at der ikke kan gå lang tid, før hun bliver afsløret. Adskillige af drengene begynder at drille hende, og til sidst bliver hendes hemmelighed afsløret, fordi hun får menstruation. Hun bliver arresteret og føres for en domstol. Da denne sag er uden fortilfælde, bliver hendes liv sparet, og hun giftes bort til en mand meget ældre end hende selv. Hendes nye mand har allerede tre koner, som alle hader ham og siger, at han har ødelagt deres liv. De synes, at det er synd for Osama, men kan ikke hjælpe hende. Filmen ender med at Osamas nye mand vasker sig selv i et udendørs badekar, formentlig lige før eller efter at han har fuldbyrdet sit ægteskab med Osama.

## Produktion
Instruktøren har sagt at filmen var delvis inspireret af en pige, han engang mødte, der forklædte sig som dreng for at kunne få lov til at komme i skole i Afghanistan. Det er også blevet sagt, at filmen delvist kunne være blevet inspireret af en artikel i en avis i Afghanistan efter Talibans fald.
Filmen blev optaget i Kabul fra juni 2002 til marts 2003 med et budget på 46.000 USD . Alle skuespillere i filmen er amatører fundet af instruktøren på gaderne i Kabul.
Ifølge Marina, en dokumentarfilm om skuespilleren Marina Golbahari, var den oprindelige titel "Rainbow" og endte håbefuldt med, at Osama passerede en regnbue og fik sin frihed. Som tiden gik, voksede instruktørens utilfredshed med slutningen, og han ændrede i filmen, der udtrykte håb.

## Medvirkende
- Marina Golbahari – Osama
- Arif Herati – Espandi
- Zubaida Sahar – Mor
- Gol Rahman Ghorbandi
- Mohamad Haref Harat
- Mohamad Nader Khadjeh
- Khwaja Nader
- Hamida Refah

## Modtagelse
Osama blev godt modtaget af den vestlige filmverden. Filmen samlede en rating på 96% baseret på 100 anmeldelser på hjemmesiden Rotten Tomatoes.

## Priser og nomineringer
Bratislava International Film Festival (2003)
- Vandt Special Mention
- Nomineret til Grand Prix for F1

Cannes Film Festival (2003)
- Vandt AFCAE Award
- Vandt Cannes Junior Award
- Vandt Golden Camera – Special Mention

Cinemanila International Film Festival (2004)
- Vandt Best Actress – Marina Golbahari, sammen med Katherine Luna for Babae sa Breakwater
- Nomineret til Lino Brocka Award

Golden Globes, USA (2004)
- Vandt Golden Globe Best Foreign Language Film – Afghanistan

Golden Satellite Awards (2004)
- Nomineret til Golden Satellite Award Best Motion Picture, Foreign Language – Afghanistan/Iran

Golden Trailer Awards (2004)
- Vandt Golden Trailer Best Foreign

Kerala International Film Festival (2003)
- Vandt Audience Award

London Film Festival (2004)
- Vandt Sutherland Trophy

Molodist International Film Festival (2003)
- Vandt Best Film Award Best Full-Length Fiction Film
- Vandt Best Young Actor Award – Marina Golbahari

Pusan International Film Festival (2003)
- Vandt New Currents Award – Special Mention
- Vandt PSB Audience Award, sammen med Seontaek

Valladolid International Film Festival (2003)
- Vandt Golden Spike, sammen med Talaye Sorkh

Young Artist Awards (2004)
- Nomineret til Young Artist Award Best International Feature Film